# Zelenodolsk
Zelenodolsk (rusky Зеленодо́льск, tatarsky Яшел Үзән/Yäşel Üzän, marijsky Парат – Parat) je město na severozápadě Tatarstánu v Ruské federaci. Leží na levém břehu Volhy necelých čtyřicet kilometrů na východ od Kazaně. V roce 2010 měl Zelenodolsk přes 97 tisíc obyvatel.

## Historie
Město stojí na místě bývalé marijské vesnice. V roce 1865 dědina nesla název Kabačisčenskije poljany (podle názvu obdělávaných pozemků). Od roku 1897 se obec nazývala Paratskij zaton a od roku 1928 Zeljonyj Dol. V roce 1932 byla obec povýšena na město s názvem Zelenodolsk.
Od konce 19. století zde bylo zimoviště a opravna lodí, což byl počátek Zelenodolských loděnic. V důsledku výstavby Kujbyševské přehrady se hladina řeky zvýšila a břeh se dramaticky změnil.

## Partnerská města
- Severodvinsk, Rusko (2011)